# Island in the Sun (película)
Island in the Sun (conocida en español como La isla del sol y Una isla al sol) es una película dramática de 1957 dirigida por Robert Rossen y producida por Darryl F. Zanuck. Cuenta con un elenco que incluye a James Mason, Harry Belafonte, Joan Fontaine, Joan Collins, Dorothy Dandridge, Michael Rennie, Stephen Boyd, Patricia Owens, John Justin, Diana Wynyard, John Williams y Basil Sydney. La película trata sobre las relaciones raciales y el romance interracial, siendo ambientada en la isla ficticia de Santa Marta. Barbados y Granada fueron seleccionados como lugares para la película basada en la novela de 1955 de Alec Waugh. La película fue controvertida en el momento de su estreno por su representación en pantalla de un romance interracial.

## Argumento
Durante una primavera de la década de 1950, las complejas relaciones de cuatro parejas, de raza negra, blanca y mestiza, se enfrentan a la pronunciada desigualdad social que divide a la élite gobernante británica y la población nativa descendiente de esclavos de una pequeña (ficticia) isla de las Indias Occidentales.
Maxwell Fleury (James Mason) es el hijo del propietario de una plantación blanca que sufre de un complejo de inferioridad y toma decisiones precipitadas para demostrar su valía. Lo atormentan los celos de su esposa Sylvia (Patricia Owens) y tiene envidia de su hermana menor Jocelyn (Joan Collins), quien está siendo cortejada por el joven y apuesto (y destinado a Oxford) Euan Templeton (Stephen Boyd), recién llegado a Santa Marta para visitar a su padre, Lord Templeton (Ronald Squire), el gobernador de la isla.
David Boyeur (Harry Belafonte), un joven líder sindical negro ambicioso y emprendedor que emerge como un político poderoso, es cortejado diplomáticamente por Templeton, pero algunos lo ven como una amenaza para la clase dominante blanca. Mavis Norman (Joan Fontaine), la viuda del difunto vástago mayor de la plantación Fleury, Arthur, desarrolla un interés romántico en David que genera atracción y tensión entre los dos.
Denis Archer (John Justin), el ayudante de campo del gobernador y aspirante a novelista, se enamora de Margot Seaton (Dorothy Dandridge), una bella mulata que busca mejorar su posición en la vida a través del trabajo duro por sobre el irreprimible encanto femenino. Él consigue alejarla de David y le consigue un trabajo como secretaria en la oficina del gobernador.
Inseguro en su matrimonio, Maxwell magnifica un caso de identidad equivocada hasta convertirlo en la obsesión de que su esposa esté teniendo una aventura con Hilary Carson (Michael Rennie), un exhéroe de guerra atractivo y soltero. Estrangula a Carson durante una pelea y luego intenta que parezca un robo. El coronel Whittingham (John Williams), el cauteloso jefe de policía, investiga el crimen como un asesinato. Pronto, comienza a dejarle pistas reveladoras a Maxwell extraídas de Crimen y castigo de Dostoyevski.
Euan se enamora perdidamente de Jocelyn, quien pospone su propuesta de matrimonio para asegurarse de que «todo esté bien».
Maxwell decide postularse para la legislatura. Un periodista estadounidense visitante, Bradshaw (Hartley Power), escribe una exposición que revela que la abuela paterna de Maxwell era en parte negra, lo cual es confirmado con resignación por el Fleury mayor. En un mitin de campaña, Maxwell abraza públicamente por primera vez su nueva identidad birracial, pero es abucheado por una multitud negra incitada por David, que rechaza su aceptación. Humillado, denuncia su herencia negra e insulta a todos los presentes.
Jocelyn se entera de que está embarazada de Euan, pero, con un título y un asiento en la Cámara de los Lores por delante, no desea cargarlo con un hijo mestizo. Buscando eliminar este obstáculo al matrimonio y la felicidad de su hija, su madre le revela que Julian Fleury no era su padre sino un inglés completamente blanco, resultado de una aventura secreta.
Maxwell se da cuenta de que Whittingham lo ha acorralado. Destrozado, intenta reunir la voluntad de suicidarse, pero fracasa. Resuelto a su destino, se entrega a la policía.
Jocelyn y Euan se casan, luego abordan un avión a Inglaterra, seguidos por Margot y Denis, también recién casados, hacia su nueva vida juntos allí.
Mavis presiona su campaña para que se ponga seria con David, pero él rechaza sus avances y sostiene que debe permanecer dentro de su propia raza para ser aceptado por su gente. Con tristeza, ella acepta su rechazo y, dolida por su abandono, lo deja atrás en su cita en la playa. David debe caminar solo de regreso a la ciudad bajo la luz moribunda que indica que se acerca el crepúsculo.

## Reparto
- James Mason como Maxwell Fleury, un descendiente irascible pero inseguro de la élite de la familia Fleury.
- Harry Belafonte como David Boyeur, un político negro que lidera la clase baja y que se siente atraído por Mavis Norman.
- Joan Fontaine como Mavis Norman, una mujer blanca de élite que carece de rumbo en su vida y se siente atraída por el magnetismo de David Boyeur.
- Joan Collins como Jocelyn Fleury, la seductora hermana de Maxwell, que se enamora de Euan Templeton.
- Dorothy Dandridge como Margot Seaton, una hermosa antillana, perseguida por Denis Archer, el ayudante de campo del gobernador.
- Michael Rennie como Hilary Carson, una heroína de guerra retirada, a quien Maxwell teme que esté teniendo una aventura con su esposa, Sylvia.
- Patricia Owens como Sylvia Fleury, la esposa de Maxwell, a quien Maxwell teme que esté teniendo una aventura con Hilary Carson.
- John Justin como Denis Archer, el asistente del gobernador y aspirante a novelista atraído por Margot Seaton.
- Stephen Boyd como Euan, Lord Templeton, el hijo visitante del gobernador, que se enamora de Jocelyn Fleury.
- Diana Wynyard como la Sra. Fleury, esposa de Julian y madre de Maxwell y Jocelyn, aparentemente una matriarca seria y pilar de la comunidad.
- Basil Sydney como Julian Fleury, el marido de la señora Fleury y padre de Maxwell y Jocelyn, patriarca de la plantación Fleury.
- John Williams como el coronel Whittingham, el jefe de policía que investiga el asesinato de Hilary Carson.
- Ronald Squire como Lord Templeton, gobernador de la isla y padre de Euan.
- Hartley Power como Bradshaw, un periodista estadounidense que visita Santa Marta.

## Producción

### Novela original
La novela se publicó en enero de 1956. The New York Times la calificó como una «buena lectura absorbente y un logro considerable por derecho propio». Los Angeles Times la llamó «fuerte, llena de suspenso». El libro vendió más de 900 000 copias.

### Desarrollo
Darryl F. Zanuck compró los derechos cinematográficos de la novela para 20th Century Fox en mayo de 1955, antes de su publicación. Sin embargo, en esa etapa ya había sido aceptado para su serialización y fue la elección del Literary Guild y Reader's Digest Guild. Waugh recibió 140 000 dólares por los derechos.
Zanuck dijo que se sintió atraído por la novela porque contenía múltiples historias. «Me gustan las historias múltiples», dijo. «O una historia debe centrarse en dos personas o, para mí, al menos debe tener un número de personas dramáticamente integradas. No me refiero al tipo de historia del Grand Hotel, sino a personas cuyas vidas y emociones -el drama de la historia- están entrelazadas juntas».
Continuó diciendo que había catorce partes principales, «y de seis de ellas sería difícil decir quién fue la más importante». También le gustó el hecho de que el libro tuviera «un trasfondo novedoso y atractivo» que se adaptaría a la filmación en color y Cinemascope, y que la novela abordara el mestizaje.
«Nuestra película es muy controvertida, pero ya he hecho películas controvertidas antes», dijo Zanuck, quien había hecho The Grapes of Wrath, Gentleman's Agreement y Pinky. «No sé si algún día podré proyectar la película en el sur y puede que en otras zonas haya objeciones, pero me arriesgo porque creo en esta gran historia... Si una película tiene un significado real, y un tema y propósito genuinos, mi argumento es que se puede hacer sin importar cuán controvertido sea».
También dijo que «no es básicamente una película sobre el problema del color, pero no sería posible hacer una película sobre las Indias Occidentales sin abordar la cuestión del color. Es la esencia de la vida del lugar».
En julio de 1955, se contrató a Alfred Hayes para escribir el guion.
Zanuck finalmente dejó Fox para volver a producir. Como parte de su acuerdo con Fox, se hizo con los derechos de Island in the Sun. Iba a ser la segunda de tres películas que iba a producir, siendo la primera The Sun Also Rises y la tercera The Secret Crimes of Josef Stalin. Al final, Island se haría antes de que Sun Also Rises y el proyecto de Stalin nunca se filmaría.
En julio de 1956 se contrató a Robert Rossen para dirigir. Zanuck dijo que la «reputación de Rossen se basó en gran medida en [hacer películas sobre] temas poco convencionales y poco ortodoxos, que es [el tema] de esta [película], y tenía la confianza, lo cual para un productor es absolutamente esencial, de que él era el hombre».

### Casting
Esta fue la película de «regreso» de Dorothy Dandridge, ya que no había hecho una película desde Carmen Jones de 1954, en la que interpretó el papel principal. En 1955, le habían ofrecido papeles secundarios en El rey y yo y The Lieutenant Wore Skirts pero Otto Preminger, director de Carmen Jones y su amante, le aconsejó que rechazara los papeles. Dandridge fue catalogado en tercer lugar, en un elenco de estrellas.
Muchos de los actores principales tenían contrato con Fox, incluidos Joan Collins, Michael Rennie, John Justin y Stephen Boyd.
Zanuck dijo en octubre de 1956: «Liberarme de la obligación de dirigir una gran empresa cinematográfica como 20th Century Fox no ha significado ningún cese en el trabajo. Rara vez he viajado tanto como esperaba en las próximas semanas y eso se debe a que realmente estamos tratando de hacer que esta película cobre vida como una gran hazaña en una isla tropical».

### Rodaje
El rodaje comenzó el 15 de octubre en las Indias Occidentales. La película se rodó en locaciones de Barbados y Granada y luego, a finales de noviembre, la unidad se trasladó a Londres para trabajar en el estudio. El presupuesto fue de 3 millones de dólares.

## Recepción
Como resultado de interpretar escenas de amor interraciales con Harry Belafonte, Joan Fontaine recibió hate mail, incluidas algunas supuestas amenazas del Ku Klux Klan. Fontaine entregó las cartas al FBI.
La película recibió críticas mixtas y sus temas interraciales significaron que encontró dificultades iniciales para ser reservada en los cines del sur de Estados Unidos. La película también recibió protestas antes de su estreno en el norte, en St. Paul-Minneapolis. Fue prohibido en Memphis, Tennessee, por ser «una descripción demasiado franca del mestizaje, ofensiva a los estándares morales y no buena ni para los blancos ni para los negros».< Zanuck había dicho anteriormente que pagaría las multas de cualquier propietario de cine multado por proyectar la película.

### Taquillas
Estrenada en junio de 1957, Island in the Sun fue un gran éxito de taquilla, ya que se estrenó en el número uno del país con una recaudación bruta en la primera semana de casi 500 000 dólares en las 16 ciudades que informó Variety. La película ganó 5 550 000 dólares en todo el mundo, lo que representa aproximadamente una ganancia del 100% sobre su costo de producción, y terminó como la sexta película más taquillera de 1957.
Fue la octava película más popular en Gran Bretaña de ese año.

## Legado

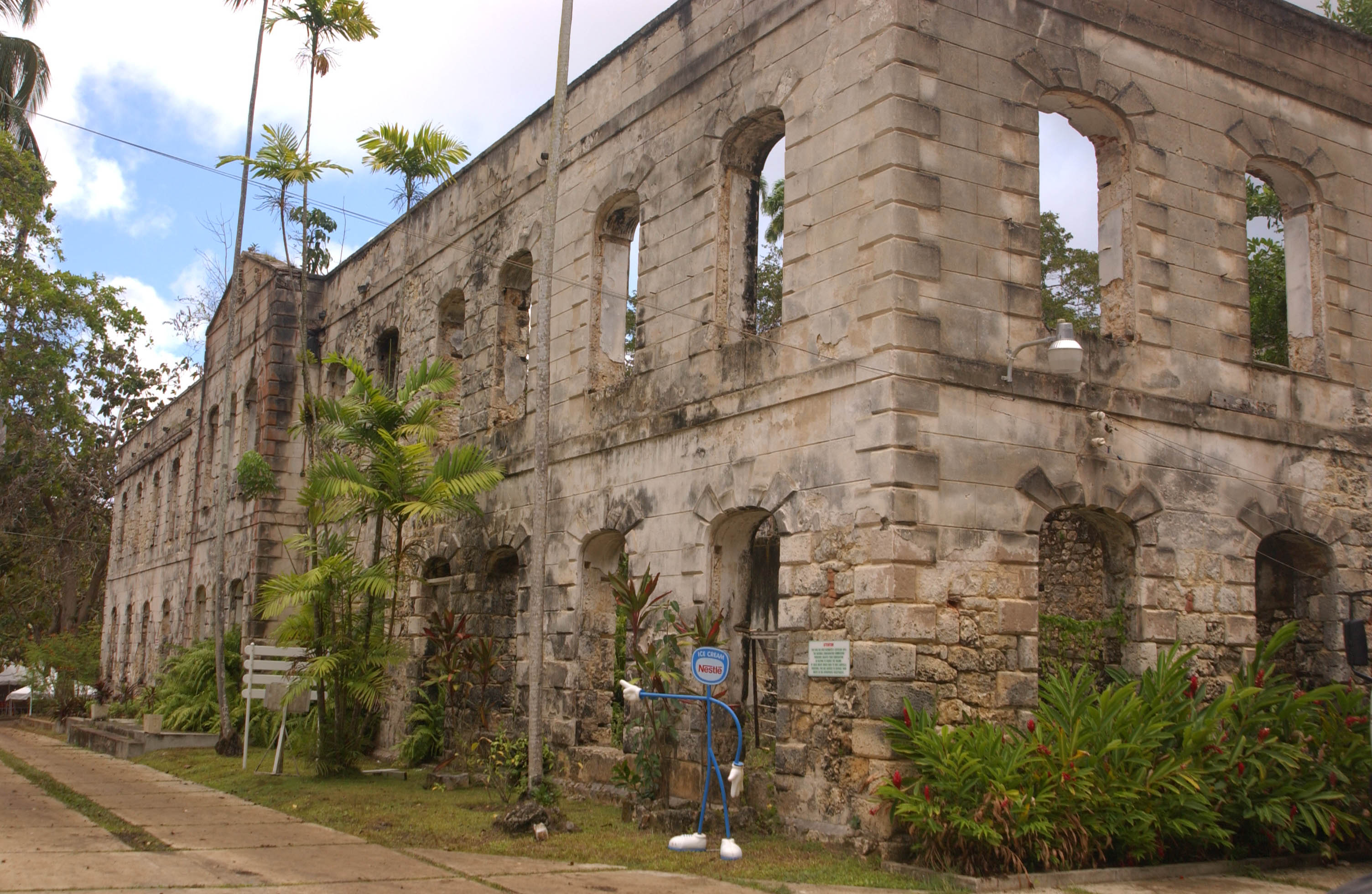
Las ruinas de la mansión Farley Hill, que hizo de Bel Fontaine, la finca de Maxwell Fleury en la película.

En 2009 surgió una propuesta para demoler los restos de la mansión utilizada en la película, en Farley Hill, Barbados, para la propiedad de Maxwell Fleury, Bel Fontaine. Fue destruido por un incendio a mediados de la década de 1960 y lo único que queda son los cimientos y las paredes exteriores.

## Música
La canción principal «Island in the Sun» fue escrita por Harry Belafonte e Irving Burgie. En la actualidad hay más de 40 versiones grabadas por varios artistas como The Merrymen, José Carreras, Caterina Valente en alemán, Henri Salvador en francés («Une île au soleil») y The Righteous Brothers, solo por nombrar algunos. Apareció brevemente (y parodiado) en la película de 1992 The Muppet Christmas Carol.